# 广西农业职业技术大学
广西农业职业技术大学，是位于广西壮族自治区南宁市西乡塘区的一所公办本科层次职业学校。

## 历史
2002年7月，广西大学行健文理学院成立，是由广西大学和广西希达教育开发有限公司合作举办的一所民办本科独立学院。
2020年7月13日，广西壮族自治区教育厅发布《自治区教育厅关于征求〈全区独立学院转设总体方案（征求意见稿）〉意见的函》（桂教函〔2020〕892号），建议于2020年将广西大学行健文理学院与广西农业职业技术学院合并组建公办本科高校广西农业职业技术大学，定位为以农林学科为特色，服务“三农”发展的本科层次职业学校。2021年5月17日，教育部发展规划司发布公示，拟同意该院与广西农业职业技术学院合并转设为本科层次职业学校广西农业职业技术大学。
2021年7月，经中华人民共和国教育部批准，原由广西大学管理的独立学院广西大学行健文理学院脱离该校管理，与高职学校广西农业职业技术学院两院合并转设，重新组建为公办本科层次职业学校广西农业职业技术大学，由广西壮族自治区人民政府举办，行政主管部门为广西壮族自治区农业农村厅，教育教学业务接受广西壮族自治区教育厅指导。